# Organisation sportive panaméricaine
L'Organisation sportive panaméricaine (en anglais : Pan American Sports Organization (PASO), en espagnol : Organización Deportiva Panamericana (ODEPA), en portugais : Organização Desportiva Pan-Americana) est une organisation internationale réunissant les 41 comités nationaux olympiques du continent américain.
L'organisation est affiliée au Comité international olympique.
L'ODEPA-PASO organise les Jeux panaméricains et est actuellement présidée par le Chilien Neven Ilic Álvarez depuis 2017.

## Pays membres
| Code CIO | Code ISO | Drapeau et nom du pays          | Comité national olympique national                           |
| ANT      | ATG      | Antigua-et-Barbuda              | Association olympique d'Antigua-et-Barbuda                   |
| ARG      | id.      | Argentine                       | Comité olympique argentin                                    |
| ARU      | id.      | Aruba                           | Comité olympique arubais                                     |
| BAH      | BHS      | Bahamas                         | Comité olympique des Bahamas                                 |
| BAR      | id.      | Barbade                         | Association olympique de la Barbade                          |
| BER      | id.      | Bermudes                        | Association olympique des Bermudes                           |
| BIZ      | id.      | Belize                          | Association olympique et des Jeux du Commonwealth du Belize  |
| BOL      | id.      | Bolivie                         | Comité olympique bolivien                                    |
| BRA      | id.      | Brésil                          | Comité olympique du Brésil                                   |
| CAN      | id.      | Canada                          | Comité olympique canadien                                    |
| CAY      | id.      | Îles Caïmans                    | Comité olympique des îles Caïmans                            |
| CHI      | CHL      | Chili                           | Comité olympique du Chili                                    |
| COL      | id.      | Colombie                        | Comité olympique colombien                                   |
| CRC      | CRI      | Costa Rica                      | Comité olympique du Costa Rica                               |
| CUB      | id.      | Cuba                            | Comité olympique cubain                                      |
| DMA      | id.      | Dominique                       | Comité olympique de la Dominique                             |
| DOM      | id.      | République dominicaine          | Comité olympique dominicain                                  |
| ECU      | id.      | Équateur                        | Comité olympique équatorien                                  |
| ESA      | SLV      | Salvador                        | Comité olympique du Salvador                                 |
| GRN      | id.      | Grenade                         | Comité olympique de la Grenade                               |
| GUA      | GTM      | Guatemala                       | Comité olympique guatémaltèque                               |
| GUY      | id.      | Guyana                          | Comité olympique du Guyana                                   |
| HAI      | HTI      | Haïti                           | Comité olympique haïtien                                     |
| HON      | HND      | Honduras                        | Comité olympique hondurien                                   |
| ISV      | VIR      | Îles Vierges des États-Unis     | Comité olympique des îles Vierges                            |
| IVB      | VGB      | Îles Vierges britanniques       | Comité olympique des Îles Vierges britanniques               |
| JAM      | id.      | Jamaïque                        | Association olympique jamaïcaine                             |
| LCA      | id.      | Sainte-Lucie                    | Comité olympique de Sainte-Lucie                             |
| MEX      | id.      | Mexique                         | Comité olympique mexicain                                    |
| NCA      | NIC      | Nicaragua                       | Comité olympique nicaraguayen                                |
| PAN      | id.      | Panama                          | Comité olympique du Panama                                   |
| PAR      | PRY      | Paraguay                        | Comité olympique paraguayen                                  |
| PER      | id.      | Pérou                           | Comité olympique péruvien                                    |
| PUR      | PRI      | Porto Rico                      | Comité olympique de Porto Rico                               |
| SKN      | KNA      | Saint-Christophe-et-Niévès      | Comité olympique de Saint-Christophe-et-Niévès               |
| SUR      | id.      | Suriname                        | Comité olympique du Suriname                                 |
| TRI      | TTO      | Trinité-et-Tobago               | Comité olympique de Trinité-et-Tobago                        |
| URU      | URY      | Uruguay                         | Comité olympique uruguayen                                   |
| USA      | id.      | États-Unis                      | Comité olympique et paralympique des États-Unis              |
| VEN      | id.      | Venezuela                       | Comité olympique vénézuélien                                 |
| VIN      | VCT      | Saint-Vincent-et-les-Grenadines | Comité national olympique de Saint-Vincent-et-les-Grenadines |

## Ancien membre
Le Comité olympique des Antilles néerlandaises qui représentait les Antilles néerlandaises a été dissout en 2011.

## Événements organisés
- Jeux panaméricains
- Jeux Sud-Américains